# Gerhard von Mutius

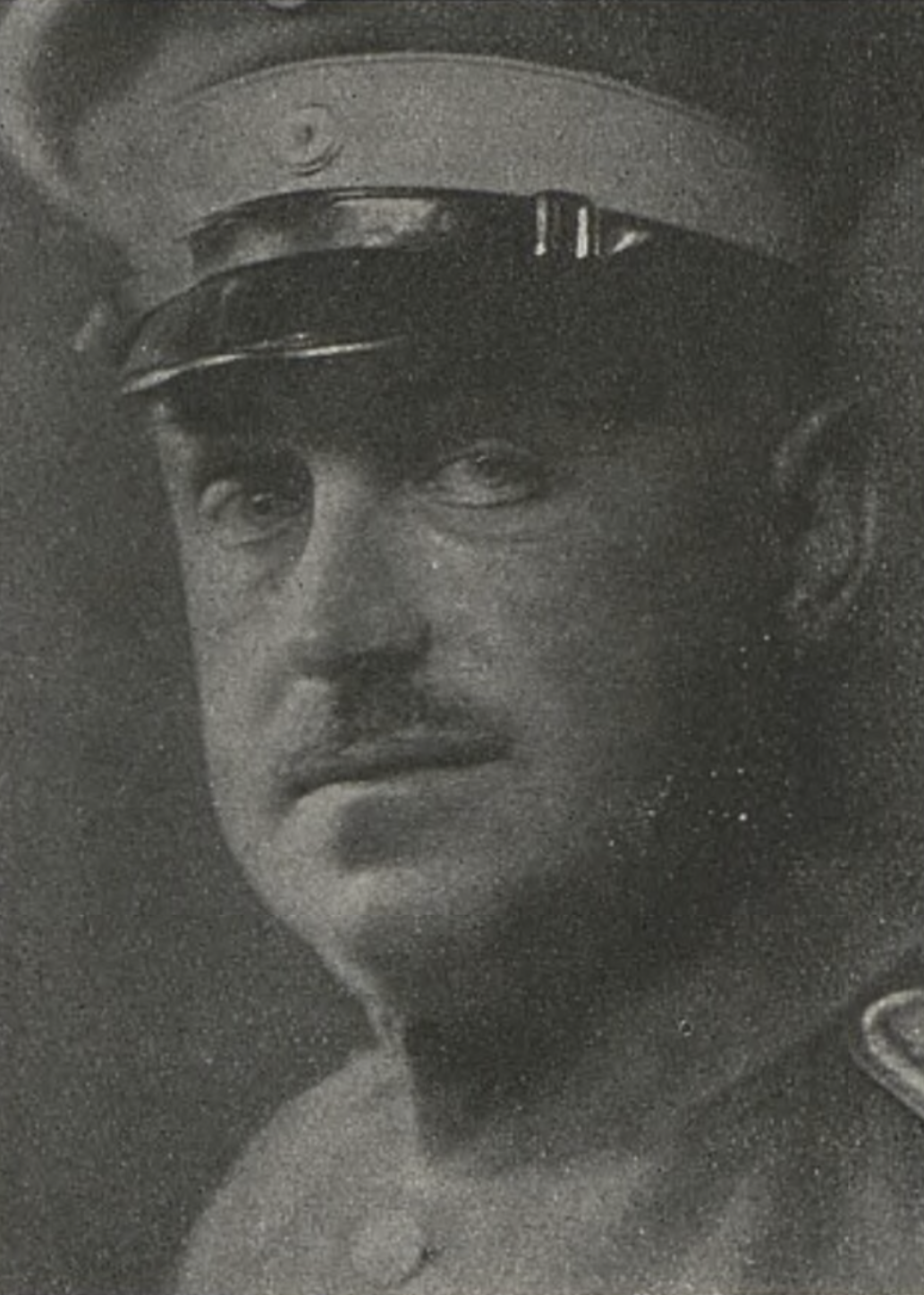
Gerhard von Mutius (cca 1918)

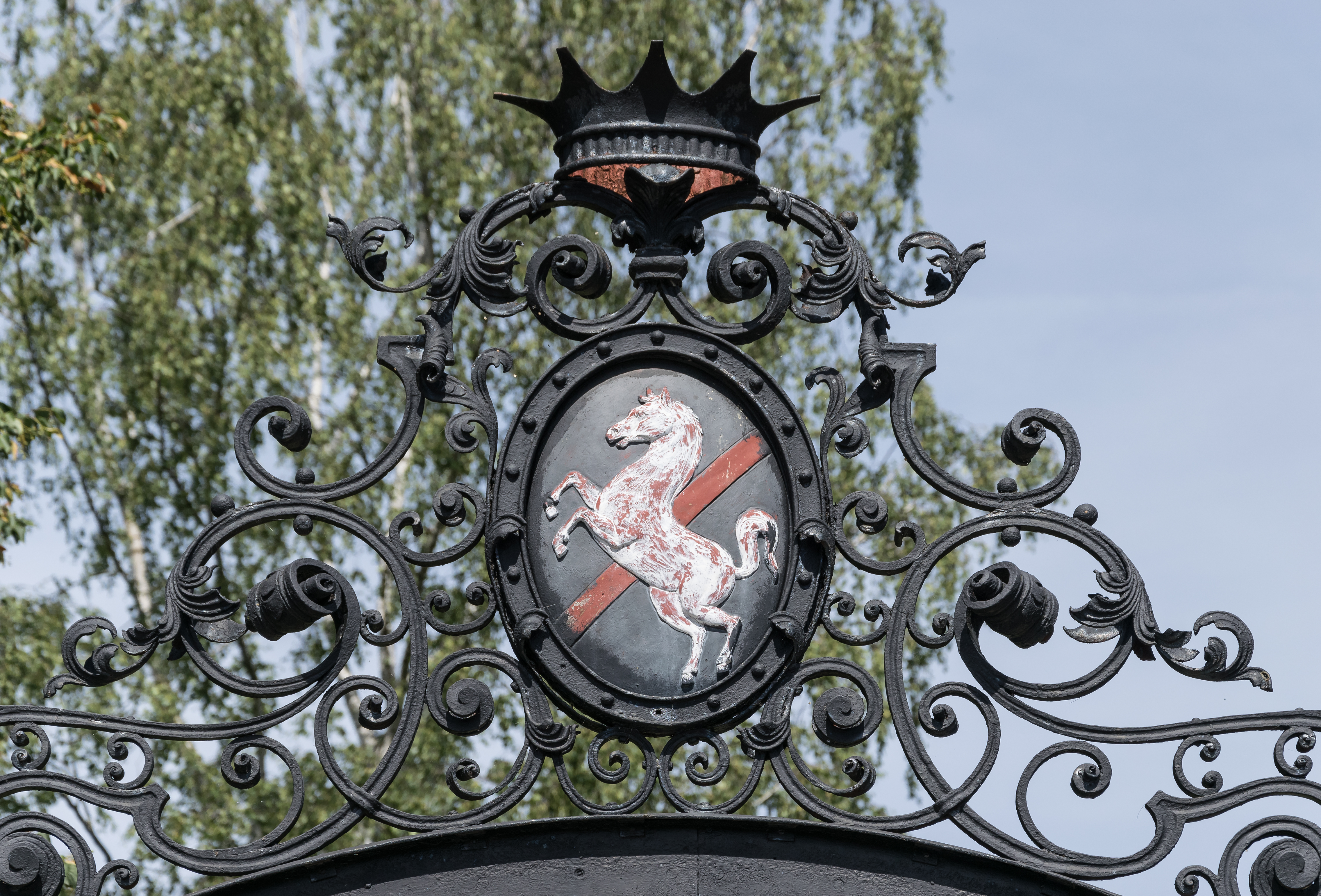
Herb rodu von Mutius w Pałacu w Jeleniowie

Gerhard von Mutius (ur. 6 września 1872 r. w Jeleniowie, zm. 18 października 1934 r. w Berlinie) – niemiecki filozof, dyplomata, właściciel Jeleniowa, autor opowiadań zawierających motywy kłodzkie.

## Życiorys
Gerhard von Mutius urodził się w 1872 roku w Jeleniowie, wsi położonej w hrabstwie kłodzkim, należącej do jego rodziny od 1788 roku. Jego rodzicami byli Hans von Mutius i Maria domu von Bethmann Hollweg. Dzieciństwo spędził w rodzinnym Jeleniowie i dobrach rodzinnych w Starym Zdroju. Uczył się w Gimnazjum Schulpforte w Naumburgu, a po zdaniu egzaminu dojrzałości studiował prawo na uniwersytetach: fryburskim, lipskim i berlińskim. W 1896 roku zdał egzaminy państwowe, a następnie rozpoczął pracę w sądzie obwodowym w Lewinie Kłodzkim. Po odbyciu służby wojskowej w 4 Śląskim Pułku Dragonów, rozpoczął karierę dyplomatyczną, pracując w następujących placówkach:
- 1903: attaché w ambasadzie w Paryżu
- 1904–1905: attaché w ambasadzie w Petersburgu
- 1906–1907: urzędnik w Kancelarii Rzeszy w Berlinie
- 1908: radca w ambasadzie w Pekinie
- 1909: radca w ambasadzie w Paryżu
- 1911: radca w ambasadzie w Konstantynopolu
- 1914: specjalny przedstawiciel dyplomatyczny w Petersburgu
- 1915–1917: specjalny przedstawiciel dyplomatyczny w Generalnym Gubernatorstwie w Warszawie
- 1918–1920: ambasador w Oslo
- 1921: przedstawiciel dyplomatyczny przy komisji pokojowej w Paryżu
- 1920–1921: wiceprzewodniczący niemieckiego komisji pokojowej, pracownik ministerstwa spraw zagranicznych
- 1923–1927: ambasador w Kopenhadze
- 1927–1931: ambasador w Bukareszcie
- 1931: delegat Niemiec przy Lidze Narodów w Genewie

### Życie prywatne
Mimo dosyć wymagającej pracy jako dyplomata zajmował się pisaniem książek, artykułów i esejów filozoficznych. Jego kuzynem był liberalny kanclerz Theobald von Bethmann-Hollweg. Jego córką była pisarka Dagmar von Mutius.

## Prace
- Der Schwerpunkt der Kultur, Verlag Reichl, Darmstadt 1919
- Gedanke und Erlebnis. Umriß einer Philosophie des Wertes, Verlag Reichl, Darmstadt 1922
- Jenseits von Person und Sache. Skizzen und Vorträge zur Philosophie des Persönlichen, Bruckmann-Verlag, München 1925
- Zur Mythologie der Gegenwart. Gedanken über Wesen und Zusammenhang der Kulturbestrebungen, München 1933
- Die drei Reiche. Ein Versuch philosophischer Besinnung. Weidmannsche Buchhandlung, Berlin 1916
- Das Lob der kleinen Stadt. Ein Portrait des Städtchens Lewin, [w:] „Zeitwende”, München 1926
- Abgeschlossene Zeiten, Hermannstadt, 1926